# Unione Sportiva Olbia 1975-1976
Questa voce raccoglie le informazioni riguardanti l'Unione Sportiva Olbia nelle competizioni ufficiali della stagione 1975-1976.

## Rosa
| N. |                   | Ruolo | Calciatore         |
| -- | ----------------- | ----- | ------------------ |
|    | Italia (bandiera) | P     | Roberto Aliboni    |
|    | Italia (bandiera) | A     | Sergio Bagatti     |
|    | Italia (bandiera) | C     | Giovanni Baldi     |
|    | Italia (bandiera) | C     | Angelo Buttini     |
|    | Italia (bandiera) | D     | Renato Caocci      |
|    | Italia (bandiera) | C     | Floriano Congiu    |
|    | Italia (bandiera) | A     | Giuseppe Costaggiu |
|    | Italia (bandiera) | C     | Paolo De Rosas     |
|    | Italia (bandiera) | A     | Domenico Di Carlo  |
|    | Italia (bandiera) | C     | Piero Giagnoni     |

| N. |                   | Ruolo | Calciatore          |
| -- | ----------------- | ----- | ------------------- |
|    | Italia (bandiera) | D     | Piero Lo Franco     |
|    | Italia (bandiera) | A     | Gianfranco Marongiu |
|    | Italia (bandiera) | C     | Francesco Modica    |
|    | Italia (bandiera) | D     | Mauro Niccolai      |
|    | Italia (bandiera) | P     | Pinuccio Petta      |
|    | Italia (bandiera) | A     | Sandro Piras        |
|    | Italia (bandiera) | P     | Giorgio Salvatici   |
|    | Italia (bandiera) | C     | Bruno Selleri       |
|    | Italia (bandiera) | C     | Claudio Taddeini    |
|    | Italia (bandiera) | D     | Salvatore Vullo     |